# Tettigonia macroxipha
Tettigonia macroxipha är en insektsart som först beskrevs av Bolívar, I. 1914.  Tettigonia macroxipha ingår i släktet Tettigonia och familjen vårtbitare. Inga underarter finns listade i Catalogue of Life.